# Emblema della Repubblica Socialista Sovietica Tagika
L'emblema della Repubblica Socialista Sovietica Tagika fu l'emblema ufficiale della Repubblica Socialista Sovietica Tagika, stato costituente dell'Unione Sovietica, dal 1º marzo 1936 fino al 1992.

## Simbologia
L'emblema si configura come un tipico esempio di araldica socialista, presentando al suo interno numerosi elementi simbolici ripresi dalla tradizione degli stemmi sovietici. Al centro dell'emblema una piccola falce e martello è racchiusa in una grande stella rossa a cinque punte, tradizionalmente rappresentante la vittoria del socialismo nei cinque continenti, posizionata in questo caso non in cima all'emblema (a differenza di quanto adottato da praticamente tutte le altre repubbliche costituenti l'Unione Sovietica) bensì nel mezzo. Poco più in basso, un sole nascente preconizza il radioso futuro del proletariato e più in generale della rivoluzione bolscevica.
Similmente a quanto avviene in molti altri emblemi sovietici, anche in questo caso a contornare gli elementi centrali sono posti dei riferimenti alla produttività agricola che simboleggiano il benessere e la prosperità materiale, in questo caso dei batuffoli di cotone sulla parte sinistra e delle spighe di grano sulla parte destra.
Due fasce di colore rosso contornano i bordi dello stemma, e riportano il motto ufficiale sovietico ''Proletari di tutto il mondo, unitevi!", di derivazione marxiana nelle due lingue ufficiali della repubblica, il tagico (sulla sinistra) ed il russo (sulla destra). La stessa compresenza delle due lingue si nota nella fascia rossa alla base, che riporta il nome completo dello stato.
Si nota come l'assenza di riferimenti precisi a paesaggi o elementi tipici del paese di riferimento (presenti invece in molti altri emblemi delle repubbliche dell'Unione Sovietica), se si eccettua il richiamo al cotone, renda lo stemma uno di quelli dal design più semplice fra quelli adottati dagli stati socialisti.

## Storia

Prima versione dello stemma, adottata nel 1929

Con la separazione nel 1929 della RSSA Tagika dalla RSS Uzbeka, e la conseguente sua trasformazione in una repubblica sovietica a pieno titolo, denominata Repubblica Socialista Sovietica Tagika, il nuovo stato decise di adottare un nuovo emblema, modificando quello in uso precedentemente, adottato nel 1924. Vennero mantenuti alcuni riferimenti (oltre a quelli di natura più prettamente politica quali la stella a cinque punte e la falce e martello), come ad esempio la presenza dei batuffoli di cotone, e vennero introdotti nel nuovo stemma la trascrizione del nome ufficiale della Repubblica in tre lingue (tagico, russo e persiano), oltre all'immagine di una montagna innevata al centro. Sul fondo dello stemma venne aggiunta una mezzaluna a farne da contorno.
L'adozione di una nuova costituzione da parte del Soviet Supremo tagiko nel 1931 portò all'adozione di un nuovo emblema; in esso un grande campo a forma di stella compare al centro, ed al suo interno sono presenti le immagini stilizzate di una locomotiva, una fabbrica ed un trattore, circondato da alcune pecore, mentre sullo sfondo si erge una catena di monti innevati alle cui spalle un sole nascente irradia i suoi raggi. Il nome completo dello stato è riportato in una fascia di colore rosso presente sul fondo, mentre un drappo analogo riporta il motto ufficiale sovietico all'apice dello stemma.
Un'ulteriore modifica della costituzione dello stato nel 1937 portò l'emblema della RSS Tagika a cambiare di nuovo. Venne questa volta deciso di adottare una versione più semplificata (opera del pittore A. S. Jakovlev) nella quale scomparvero tutti i riferimenti all'industrializzazione. A caratterizzare lo stemma rimase solo la presenza dei batuffoli di cotone nel bordo sinistro.
Ulteriori minime modifiche nelle scritte (nel 1938 la parola tagika Çumhurijat venne sostituita dall'equivalente russo Respublika, nel 1946 tutte le scritte presenti vennero traslitterate in cirillico) non cambiarono l'aspetto generale dello stemma, che rimase in vigore per un breve periodo anche dopo la dissoluzione della RSS. Nel 1993 la nuova repubblica indipendente del Tagikistan ha adottato un nuovo emblema, che presenta numerose analogie con quello di epoca sovietica e pur espungendone i simboli socialisti ne ha mantenuto l'impianto complessivo.

## Galleria d'immagini

Versione in uso dal 1931 al 1936
Versione del 1936
Versione in uso dal 1937 al 1938
Versione in uso dal 1938 al 1946